# Riforme borboniche nella Nuova Spagna

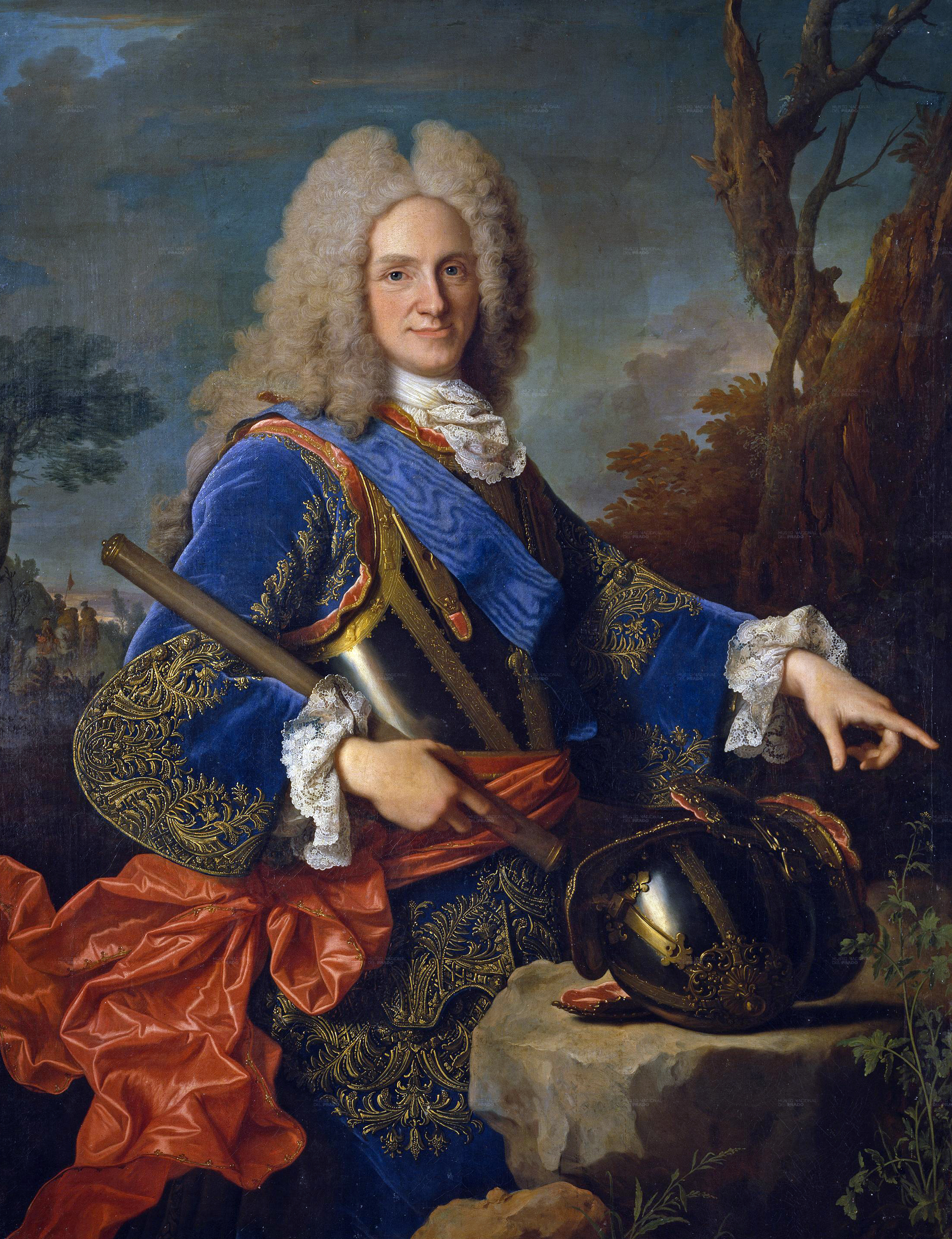
Filippo V di Spagna, primo promotore delle riforme borboniche nella Nuova Spagna.

Le riforme borboniche nella Nuova Spagna consistettero in una serie di cambiamenti amministrativi attuati dai membri della monarchia assoluta borbonica e dagli spagnoli della casa dei Borbone a partire dal XVIII secolo nel Vicereame della Nuova Spagna. L'obiettivo delle riforme era quello di ridisegnare sia la situazione interna della Penisola sia le sue relazioni con le province oltremare. Entrambi gli obiettivi facevano capo a una nuova concezione dello Stato, che aveva come scopo principale quello di riappropiarsi dei poteri che erano stati delegati a gruppi o corporazioni per poter poi assumere direttamente il controllo del potere spagnolo che mostrava segni di declino. Le costanti guerre con l'Inghilterra, la corruzione e l'evasione fiscale avevano contribuito al deterioramento della situazione economica, mentre le pesti e le epidemie avevano determinato una crisi demografica. Davanti a questa situazione, i monarchi fortificarono l'economia spagnola mediante il ricorso alle risorse provenienti dalle colonie e unificarono così la loro amministrazione tramite la nomina di ministri più efficienti.
Il vicereame della Nuova Spagna (l'attuale Messico) e quello del Perù costituivano le colonie più prosperose e ricche di cui la Spagna disponeva. Il Messico produceva a Zacatecas e Guanajuato il 67% di tutto l'argento dell'America. Intorno al 1810, godeva di una popolazione di circa sei milioni di abitanti, distribuiti come segue: il 18% erano bianchi (settanta creoli per ogni peninsulare), il 60% aborigeni (la maggioranza del paese) e il 22% era costituito da caste (pardi e meticci). La ricchezza era mal distribuita e la Spagna, coinvolta in svariate guerre, talvolta con l'Inghilterra per obblighi diplomatici e talvolta con la Francia, impose alle colonie il pagamento di imposte fiscali maggiori e più dirette, mentre indeboliva il controllo militare e amministrativo sulle stesse. In seguito al ricorso al denaro messicano, nacquero dei conflitti con gli interessi della Chiesa, esponente capitalista del paese.

## Insurrezione di Miguel Hidalgo
Nel Bajío, regione ricca e fertile di Guanajuato, il malcontento popolare esplode e trova il suo leader nel sacerdote Miguel Hidalgo y Costilla. La cospirazione di Querétaro lo attirò verso la sua causa e lo portò a sfruttare il suo enorme potere sugli indigeni.
Ostacolata dai realisti, questa ribellione aveva trovato l'ispirazione in creoli illuminati e radicali come Ignacio Allende, Juan Aldama e Miguel Domínguez.
Hidalgo esortò il sostegno popolare e il 16 settembre del 1810, durante la messa, recitò il famoso Grito de Dolores. Il movimento si diffuse per tutto il Bajío e arrivò a disporre di un esercito di cinquantamila uomini, per lo più indigeni e meticci indisciplinati e non armati a sufficienza. Il prete Hidalgo, con l'immagine della vergine di Guadalupe come stendardo, assaltò e prese la città di Guanajuato, dove decise di imprigionare gli spagnoli, confiscare i loro beni e abolire il tributo indigeno.
I creoli e i peninsulari benestanti si scontrarono con Hidalgo nell'Alhóndiga de Granaditas (Guanajuato), dove avevano concentrato le loro forze. La vittoria determinò un massacro di bianchi, poiché nella guerra dominava l'odio razziale.
Osteggiato da militari spagnoli e creoli, Hidalgo venne sconfitto il 17 gennaio del 1811 nel Ponte di Calderón, per poi fuggire con il suo luogotenente Allende verso nord, finché non cadde in un'imboscata a Chihuahua. Più tardi venne giustiziato.
José María Morelos, si unisce ad Hidalgo e tira su un esercito popolare, ma disciplinato, movimentato e agguerrito. Nel 1812 Oaxaca cade nelle sue mani, il che provoca l'allarme dei realisti. Morelos, il più intuitivo dei nazionalisti del suo paese, promulgò un decreto costituzionale secondo cui tutti divenivano americani e venivano abolite le caste, il tributo degli indigeni e lo schiavismo. Sostenitore di un socialismo utopico e agrario, venne processato per eresia e fu giustiziato nel 1815.
Due compagni di Morelos proseguirono nella lotta dopo la sua morte: Vicente Guerrero e Guadalupe Victoria. La repressione venne portata avanti dall'esercito coloniale creolo e dalla Chiesa ufficiale, che costituivano, tra il 1815 e il 1821, le forze più conservatrici del paese.
Soltanto una politica molto abile avrebbe potuto bloccare i creoli per la Corona e la Spagna, ma i liberali peninsulari accelerarono la caduta del colonialismo americano.

## Costituzione di Cadice del 1812
Fernando VII aveva disposto la formazione di un'enorme spedizione punitiva che sarebbe partita per l'America, composta da 20.000 veterani. Uno dei suoi capi, il tenente colonnello Rafael del Riego, si ribellò il 1 gennaio del 1820 a Las Cabezas de San Juan, proclamò la Costituzione del 1812 e costrinse Fernando VII ad accettarla l'8 marzo.
Durante il triennio liberale (1820-1823), dopo la dichiarazione di Riego, venne proclamata in Messico la Costituzione di Cadice e vennero eletti i deputati a Cortes mediante suffragio censitario, come nella Penisola. Si approfittò del momento per ridurre i possedimenti terrieri della Chiesa, attaccare gli ordini monastici e abolire la giurisdizione ecclesiastica. L'oligarchia creola, aristocratica e latifondista, vide a rischio la sua posizione sociale, poiché la Spagna non poteva garantire il controllo degli indigeni.
I creoli promossero un movimento per difendere la loro eredità coloniale e trovarono un leader, Agustín de Iturbide, figlio di un commerciante basco di Valladolid (Morelia), che aveva servito l'esercito realista come volontario contro gli insorti, contro cui combattette dal 1810 al 1816. Entrò a fare parte della cospirazione della Profesa, la cui finalità consisteva nell'impedire la rimessa in vigore della Costituzione spagnola di Cadice. Nel 1820 accettò il mandato come comandante in carica per combattere contro Guerrero, che poi si convertì alla sua causa. Per questo patteggiò con lui e il 24 febbraio del 1821 rese noto il Piano di Iguala o delle Tre Garanzie, documento indipendentista conservatore che ricevette l'appoggio della Chiesa, dell'esercito e dell'oligarchia. Il Piano sosteneva l'affermazione di una monarchia costituzionale, il mantenimento della religione cattolica e l'egualitarismo razziale.

## Riforme politiche
La corona ordinò al maresciallo Pedro de Villalobo, accompagnato dalle truppe peninsulari, di istituzionalizzare un esercito, che sorprendentemente fino ad allora non era mai esistito, e il reclutamento venne fatto mediante leva obbligatoria. È opportuno ricordare che i due inviati, Gálvez e Villalba, ebbero degli scontri con il viceré, il marchese di Cruillas. Venne nominato nuovo viceré Carlos Francisco de Croix che affiancò Villalba nelle sue funzioni militari.
Inizialmente, l'esercito si affermò come istituzione screditata e senza prestigio che però con il tempo guadagnò sostenitori, grazie a cui l'esercito ottenne diversi privilegi: le giurisdizioni concedevano l'esenzione dalle imposte ai militari e nel caso in cui avessero avuto un problema giuridico avrebbero potuto spostare il loro caso da una corte civile a una militare, dove sarebbero stati aiutati a risolvere il proprio problema.
I possedimenti americani della Corona erano vulnerabili agli attacchi esterni. In realtà, questo problema trovò una soluzione insufficiente poiché non fu creata un'armata per la difesa dei porti americani, avendo come due uniche difese l'Armata peninsulare, che era chiamata ogni volta che nascevano conflitti di alto grado e la nuova istituzione militare che aveva presidi nei pressi delle coste. Dal momento in cui la Spagna colonizzò l'America, nacque l'interesse e l'obiettivo di ottenere possedimenti da parte di altre potenze: gli inglesi, con le loro colonie a nord esattamente come l'Olanda, e i portoghesi al sud con il Brasile.
Il mare caraibico divenne zona di conflitto, alle potenze bastava impossessarsi anche solo di un'isola pur di vantare un territorio in quelle zone. Così Inghilterra, Francia, Olanda, Danimarca e Svezia fecero ricorso alla pirateria e al contrabbando.
La difesa spagnola non fu efficace, poiché le milizie che difendevano le coste potevano garantire solamente la protezione dei porti. Una volta che le imbarcazioni salpavano erano esposte agli attacchi di corsari o di pirati, per cui era necessaria la creazione di un'armata americana, ma questo non accadde mai.
Per assicurare la difesa del territorio coloniale, alla riforma amministrativa di Gálvez vennero integrati alcuni cambiamenti in ambito militare. Così, fu avviata la costruzione e la ristrutturazione di fortificazioni, e venne messa in marcia la formazione di un esercito composto da due elementi di diversa importanza: l'esercito regolare e le milizie. Il primo era formato da soldati permanenti e truppe di supporto che provenivano dalla Spagna. Le milizie erano composte dai vicini costretti a ricevere istruzione militare per la difesa del territorio e, a differenza dei membri dell'esercito regolare, non venivano pagati per questo. La stessa cosa accadde con la Marina.

## Riforma del clero e espulsione dei gesuiti

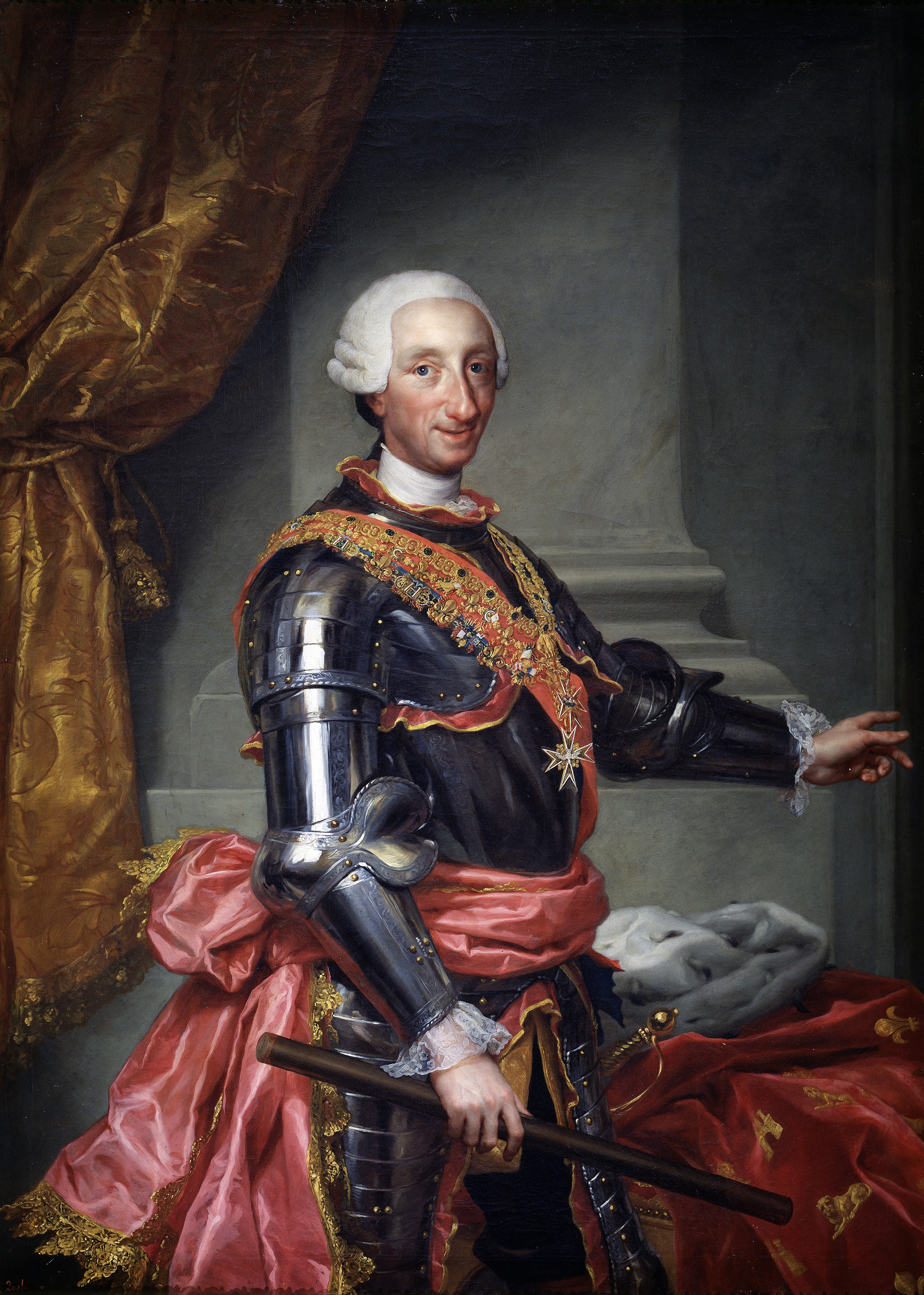
Carlo III di Spagna.

Una delle principali istituzioni colpite dal dispotismo illuminato spagnolo fu la Chiesa cattolica, poiché la Corona pretese di affermare il potere secolare su quello religioso. Questo includeva la restrizione dei privilegi e degli esoneri fiscali di cui godevano gli ordini religiosi.
A partire dagli anni trenta del XVIII secolo, cominciarono a diffondersi gli ideali dell'Illuminismo. Il razionalismo e la nuova filosofia della natura si diffusero in America, soprattutto grazie ai gesuiti. A loro fu affidato il compito di istruire indigeni, creoli e peninsulari nella Nuova Spagna. Con l'arrivo dell'illuminismo furono introdotte diverse riforme in ogni ambito, dall'istruzione primaria fino alle università e ai piani di studio. Tutto questo determinò la nascita di un Illuminismo creolo, un qualcosa che inasprì gli screzi tra europei e creoli e facilitò a questi l'accesso agli strumenti intellettuali per affermare la propria identità su basi storiche-culturali; fu così che poterono articolare le proprie rivendicazioni politiche.
I gesuiti costituivano una minaccia per la Corona spagnola. Disponevano di un'economia solida e di un grande prestigio nella società, per il re questo significava avere uno stato dentro lo stato. Così i gesuiti furono coloro che più si opposero al progetto di accentramento dei Borbone, e per questo furono espulsi dalla Spagna e dai suoi possedimenti oltremare nel 1767. In questo anno, Carlo III decretò l'espulsione della Compagnia di Gesù tramite la Pragmatica Sanzione del 2 di aprile del 1767. Furono introdotti parroci secolari, missionari francescani, nonché un nuovo vescovo. Questo determinò la nascita di un nuovo problema con gli indigeni; quando cominciarono a essere considerati come individui (poiché erano considerati e trattati come schiavi da innumerevoli meccanismi giuridici, come l'encomienda coloniale e le "naborías"), questi ancora non erano pronti, poiché godevano unicamente dell'appoggio dei gesuiti che cercavano di ridurre gli eccessi, il maltrattamento e i ripetuti tentativi dei peninsulari di schiavizzarli. Con l'espulsione dei gesuiti si trovarono ad essere abbandonati e indifesi.

## Effetti socioeconomici delle riforme borboniche
Prevedibilmente, le riforme economiche ebbero svariate conseguenze, sia positive che negative. Il governo spagnolo adottò diverse misure per sfruttare al massimo le risorse della colonia, con l'obiettivo di creare molta più materia prima per la metropoli. Le riforme borboniche interessarono tutte le aree principali della Nuova Spagna, tra cui la pesca e il commercio in nero (piccolo). Ovviamente ci furono dei benefici, visto che si poterono ampliare gli affari tra certe colonie (Trinidad, Margarita, Cuba, Porto Rico). 
Le riforme borboniche colpirono il Consolato di Commercianti della Città del Messico; questa corporazione, che aveva monopolizzato il commercio estero e interno del vicereame tramite il sistema di flotte e del controllo dei porti, perse il suo enorme monopolio con l'entrata in vigore delle leggi sulla libertà di commercio. Al contempo, la soppressione di sindaci e di agenti commerciali del Consolato nei municipi del paese e nelle zone indigene, mise fine alla rete di commercializzazione interna e sciolse il legame politico che permetteva ai commercianti della capitale di controllare i prodotti indigeni più richiesti nel mercato estero e interno.
Apparentemente i riformatori borbonici, guidati da Gálvez, non avevano una visione completa del funzionamento del sistema economico nella Nuova Spagna. Anche se è vero che molti sindaci erano corrotti e abusavano della propria autorità, la ripartizione del commercio era molto più di un semplice meccanismo di sfruttamento; costituiva il più importante sistema di credito per le comunità indigene e i piccoli agricoltori. I sindaci ne beneficiavano perché fornivano a credito servizi necessari: distribuivano semi, utensili e altri beni agricoli di base; facilitavano l'acquisto o la vendita di bestiame e con frequenza vendevano i prodotti di alcuni gruppi che probabilmente altrimenti non avrebbero trovato altro modo di introdurre nel mercato la loro produzione. Tutto questo fu bloccato con il decreto che sopprimeva le funzioni dei sindaci. Nacquero anche scuole e istituti per aiutare e insegnare ai cacicchi e ai creoli.
D'altra parte, la creazione di nuovi consolati provocò rivalità tra i commercianti della Città del Messico e i nuovi gruppi di commercianti che nacquero come conseguenza delle riforme.

### La "libertà di commercio"
Il commercio con l'America fu uno dei settori a cui i Borbone dedicarono maggiore attenzione, poiché la consideravano determinante nel recupero dell'economia spagnola. Una delle prime misure fu  il trasferimento della Casa de Contratación di Siviglia a Cadice (1717), il che legalizzava una situazione di fatto, poiché dalla fine del secolo precedente la baia gaditana cominciava ad occupare un ruolo sempre più preponderante nel commercio con l'America. La Casa de Contratación doveva promuovere e regolare la navigazione tra Spagna e America.
Uno dei punti più importanti del riformismo borbonico era quello di bloccare il monopolio commerciale poiché i commercianti si assicuravano un grande guadagno senza avere perdite e di questo ne risentiva la Corona visto che non aveva entrate. La zecca passò nelle mani della Corona e allora i commercianti si opposero alle riforme.
Poiché i sovrintendenti si erano alleati con i commercianti era difficile chiudere il monopolio commerciale. È stato con l'arrivo di José de Gálvez e con l'apertura del commercio che si riuscì a abbattere questa rete di commercianti e sovrintendenti. Nel 1770 il libero traffico commerciale fu autorizzato per le Antille, si permise di commerciare con il Perù e il Vicereame della Nuova Granada. In alcuni porti si commerciava liberamente e inoltre furono creati i consolati di Veracruz e Puebla. Tutto ciò causò la rovina dei commercianti e si giunse al termine quando «il 28 di febbraio del 1789 Carlo IV dichiarò che il regolamento del commercio libero veniva esteso al vicereame della Nuova Spagna».

### L'industria mineraria
L'industria mineraria, come quella agricola, era la spina dorsale dell'economia della Nuova Spagna  e ad essa vennero adattate le riforme borboniche. Juan Lucas de La saga accanto a Joaquín Velázquez Cárdenas y León propose delle riforme volte a finanziare le attività minerarie, ridurre il peso fiscale, risolvere i conflitti tra minatori (dovuti al possesso di una miniera o più spesso al drenaggio di un insieme di miniere), precisare o modificare il contenuto delle ordinanze minerarie vigenti e garantire alla Gilda Mineraria un organismo direttivo.
In altre parole, proponevano l'industria mineraria come attività produttiva di cui si autorizzavano vari punti come: un'organizzazione sindacale, pubblicare nuove ordinanze, creare una banca, creare una scuola mineraria con tecnici di alto livello.
Nacque così la corporazione mineraria. Velázquez Cárdenas y León conservò la carica di presidente e Juan Lucas de Las saga quella di segretario dell'industria mineraria. Vennero formulate le nuove ordinanze e vennero realizzati i punti proposti in precedenza. Ci furono cambiamenti nell'industria mineraria, nel 1784 nacque la banca mineraria, nel 1792 nacque il seminario dell'industria mineraria.

### La Reale Cédula del 1804
La misura che provocò maggiori perturbazioni nella Nuova Spagna fu il decreto reale del 1804 (Real Cédula) sulla cessione di beni immobili delle corporazioni ecclesiastiche, che scatenò reazioni violente contro il governo spagnolo. Questo fu dovuto al fatto che, con l'eccezione dei commercianti più ricchi, tale disposizione colpì i principali settori produttivi del vicereame
(agricoltura, industria mineraria, settore manifatturiero e piccolo commercio), e in particolare gli agricoltori, dunque la maggioranza degli allevamenti e delle proprietà erano assoggettati a ipoteche e censi ecclesiastici, che i proprietari erano costretti a ripagare in poco tempo, cosicché il denaro potesse essere inviato in Spagna. Così, non solo la Chiesa fu colpita dall'ordinanza reale, ma anche quasi tutta la classe proprietaria e aziendale della Nuova Spagna, nonché i lavoratori vincolati alle sue attività produttive. Per questo, per la prima volta nella storia del vicereame, tutti i settori colpiti alzarono la voce ed esposero per iscritto al monarca le loro critiche contro il decreto in questione. Nonostante tutto, l'ordinanza entrò in vigore dal settembre del 1805 fino al gennaio del 1809, producendo un'entrata di circa 12 milioni di pesos per la Corona, che costituivano il 70% del denaro raccolto in tutto il territorio latino-americano.